# Hönan och ägget

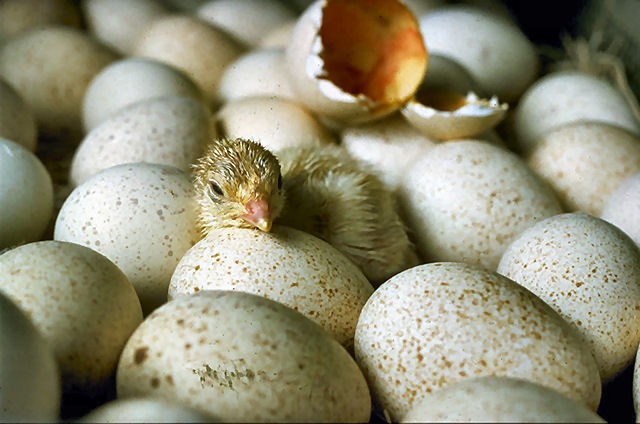
Här kom ägget före hönan, men varifrån kom ägget?

För "höna på ägg", se uppallat block.
Hönan och ägget är ett vanligt filosofiskt dilemma. Frågan brukar formuleras som "Vad kom först, hönan eller ägget?" Problemet ligger i att ingen av de båda rent logiskt kan ha uppstått utan den andra; hönor kläcks ur ägg och ägg kommer som bekant ur hönor. (Underförstått i frågan är att det gäller hönsägg, eftersom exempelvis dinosaurier lade ägg miljoner år innan den första hönan fanns.)
En teori bland många, är att man först måste bestämma vad som definierar en höna. Alltså sätta samman en serie biologiska egenheter som man (minst) måste uppfylla för att kunna kalla djuret i fråga för en höna. Efter det måste en definition av ägget göras; är det ett ägg som en höna har värpt, eller är det ett ägg som en höna kommer att kläckas ur?
Efter att detta är gjort, blickar man bakåt i historien och hittar det första exemplaret av det som överensstämmer med den fastställda bilden av en höna. Nu har man lokaliserat sin första höna, och turen går till ägget. Beroende på valet av prioritet i äggfrågan, kan vi bestämma vilket som kom först.
Är det bestämt att ett hönsägg är ett ägg som en höna har värpt, då är det första hönsägget det ägg som den funna hönan kommer att värpa. Alltså kom hönan före ägget.
Är det däremot så att ett hönsägg är ett ägg som en höna kommer att kläckas ur, då är det naturligtvis så att ägget kom före hönan, eftersom hönan i fråga är den första som stämmer in på de uppsatta kriterierna för vad en höna är.
Teorin förutsätter dock darwins evolutionsteoris eller liknandes riktighet, och att förändringen som skilde hönan i fråga från sina föregångare skedde på äggstadiet.